# 太田橋 (木曽川)
太田橋（おおたばし）は、岐阜県美濃加茂市と可児市の木曽川に架かる市道御門今渡線（旧国道21号・旧国道248号）のワーレントラス橋。車道橋は岐阜県初の近代的道路鋼橋であり、土木学会選奨土木遺産に選定されている。

## 歴史
- 1924年（大正14年） - 着工[3]。
- 1926年（大正15年）末 - 完成[3]。旧道路法の国道14号（東京市 - 京都府庁所在地）の木曽川にかかる橋である。
- 1927年（昭和2年）2月10日 - 大正天皇崩御のために延期されていた渡橋式を開催[3]。岐阜県知事などが出席[3]。
- 1934年（昭和9年） - 国道8号の橋に変更。
- 1952年（昭和27年） - 新道路法により、一級国道21号（現在の岐阜県瑞浪市 - 滋賀県米原市）の橋となる。
- 1965年（昭和40年） - 道路法改正により、一般国道21号の橋となる。
- 1983年（昭和58年） - 上流に新太田橋開通。太田橋は国道248号の橋に変更。後に国道248号可児バイパスの全通により、現在は可児市道・美濃加茂市道の橋に再び変更されている。
- 2008年（平成20年）8月 - 側道橋（歩道）が開通。同時に耐震補強工事が完成。
- 2009年（平成21年）4月 - 市道御門今渡線として美濃加茂市管理となる[1]。
- 2011年（平成23年）10月 - 土木学会選奨土木遺産に選定される[1]。

## 諸元
車道橋
- 供用：1926年（大正15年）2月
- 延長：218.0 m
- 幅員：6.4 m
- 区間：岐阜県美濃加茂市御門町 - 岐阜県可児市今渡

側道橋
- 供用：2008年（平成20年）8月11日
- 延長：218.4 m
- 幅員：3.0 m
- 区間：岐阜県美濃加茂市御門町 - 岐阜県可児市今渡

## 太田の渡し
江戸時代に中山道が木曽川を渡る場所に橋梁はなく、太田側の渡船場と今渡側の渡船場を結ぶ渡し船を利用する必要があった。この渡しは「木曽の桟（かけはし） 太田の渡し 碓氷峠がなくばよい」と謳われ、「中山道三大難所」の一つとされたほどの難所である。明治時代にはワイヤーを用いた岡田式渡船による渡し舟が運航された。1926年（大正15年）の太田橋完成後、翌1927年に太田の渡しは廃止された。両岸の渡船場跡はいずれも史跡になっている。また、日本ライン下りの舟発着場は太田橋のすぐ下流にある。
両渡し場には石畳が残っており美濃加茂市では観光資源としての活用を模索している。2022年11月3日には「日本ライン・KISOGAWA River To Summit」のプレイベントで「太田の渡し」が運航された。